# Ulrich Petzold

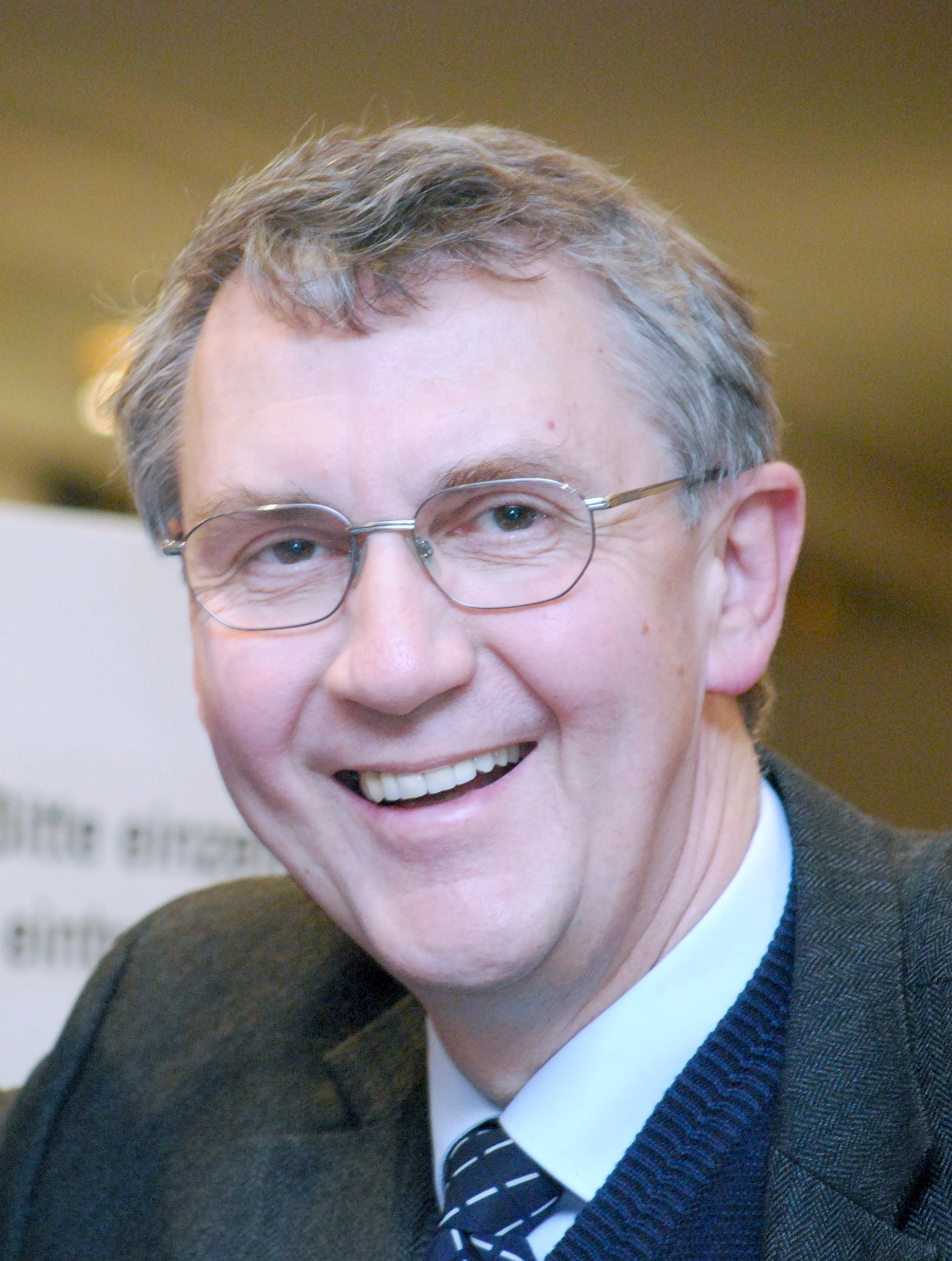
Ulrich Petzold

Hans Ulrich Petzold (* 23. September 1951 in Lutherstadt Wittenberg) ist ein deutscher Politiker (CDU).

## Leben und Beruf
Nach dem Abschluss der Berufsausbildung mit Abitur als Schlosser 1970 begann Petzold ein Studium an der Technischen Hochschule Magdeburg, das er 1974 als Diplom-Ingenieur beendete. Anschließend war er in der technischen Überwachung der Chemie- und Braunkohlenindustrie tätig. Seit 1999 ist er Fachreferent bei der DEKRA Automobil GmbH.
Ulrich Petzold ist verheiratet, hat zwei Söhne und wohnt in Selbitz.

## Partei
In der Zeit der Wende trat Petzold im Oktober 1989 in die CDU der DDR ein. Er war 1990 bis 1994 im Landkreis Gräfenhainichen und von 1994 bis 1998 (nach der Kreisgebietsreform Sachsen-Anhalt 1994) im Landkreis Wittenberg Beisitzer im CDU-Kreisverband und war von 1998 bis 2006 dessen Vorsitzender. Von 1998 bis 2000 war er auch Beisitzer im CDU-Landesvorstand Sachsen-Anhalt.

## Abgeordneter
Petzold war von 1990 bis 1998 und von 2002 bis 2017 Mitglied des Deutschen Bundestages. Dort war er von 2002 bis 2005 stellvertretender Vorsitzender des Ausschusses für Umwelt, Naturschutz und Reaktorsicherheit.
Ulrich Petzold zog 1990 und 1994 als direkt gewählter Abgeordneter des Wahlkreises Wittenberg – Gräfenhainichen – Jessen – Roßlau – Zerbst und danach stets über die Landesliste Sachsen-Anhalt in den Bundestag ein. Bei der Bundestagswahl 2009 gewann Petzold das Direktmandat mit 36 % der Erststimmen im Bundestagswahlkreis Dessau – Wittenberg (Wahlkreis 71). Bei der Bundestagswahl 2013 gewann Petzold wiederum das Direktmandat in diesem Wahlkreis. Als Abgeordneter wurde er Mitglied der Deutsch-Koreanischen Parlamentariergruppe.
Petzold war Mitglied der Ausschüsse für Umwelt, Naturschutz, Bau und Reaktorsicherheit und für Kultur und Medien im Deutschen Bundestag.
Weiterhin ist Petzold seit 1990 Mitglied der Gemeindevertretung bzw. (seit 2010) des Ortschaftsrates Selbitz sowie seit 1999 Mitglied des Kreistages Wittenberg.